# (7840) Hendrika
(7840) Hendrika (1994 TL3) – planetoida z pasa głównego asteroid okrążająca Słońce w ciągu 3,44 lat w średniej odległości 2,28 j.a. Odkryta 5 października 1994 roku.